# روثان (السدة)

تعديل مصدري - تعديل

روثان محلة تابعة لقرية بيت الريشة، التابعة لعزلة جبل حجاج بمديرية السدة إحدى مديريات محافظة إب في الجمهورية اليمنية.، بلغ تعداد سكانها 79 حسب تعداد اليمن لعام 2004.